# Cyphomyia lasiophthalma
Cyphomyia lasiophthalma är en tvåvingeart som beskrevs av Samuel Wendell Williston  1896. Cyphomyia lasiophthalma ingår i släktet Cyphomyia och familjen vapenflugor. Inga underarter finns listade i Catalogue of Life.